# Rektorzy Uniwersytetu Lwowskiego
Poczet rektorów Uniwersytetu Lwowskiego.

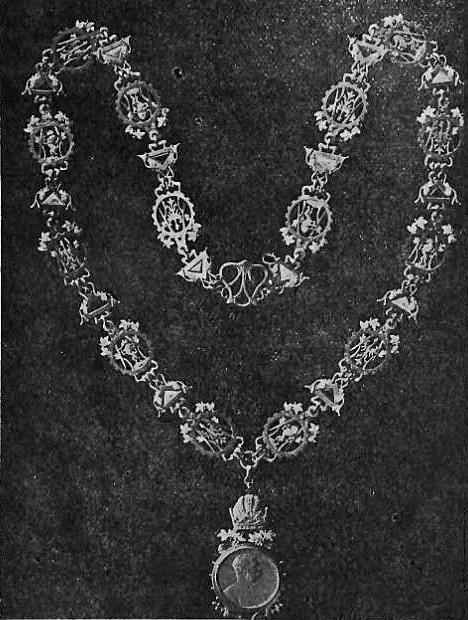
Insygnium rektora Uniwersytetu Lwowskiego, ustanowione w 1904

## Kolegium Jezuickie (1608–1661)
- 1608 Hadryan Radzimiński

## Akademia Jezuicka (kolegium jezuitów) 1661–1758
- Stanisław Krzykowski (1661–1662)
- Maciej Wielewicz (1662–1666)
- Zygmunt Zaranek (1667)
- Piotr Papieski (1667–1671)
- Stefan Malisz (1671–1672)
- Aleksander Lorencowicz(inne języki) (1672–1674)
- Jakub Smogorzewski (1675–1678)
- Jan Nuszczyński (1678–1681)
- Andrzej Czyżewski (1681)
- Jakub Różewicz (1681–1686)
- Maciej Palikiewicz
- Tomasz Thill (1686–1689)
- Błażej Grzembosz (1689–1693)
- Stanisław Bielski (1693–1696)
- Jan Bielicki (1696–1699)
- Jacek Wierzbicki (1699–1703)
- Marcin Rakowski(inne języki) (1703–1706)
- Jan Janiszewski (1706–1709)
- Tomasz Perkowicz(inne języki) (1709–1711)
- Stefan Poniński(inne języki) (1711–1714)
- Marcin Trąmpczyński (1714–1721)
- Jerzy Gengell(inne języki) (1721–1725)
- Andrzej Ożga (1725–1728)
- Stefan Sczaniecki(inne języki) (1728–1731)
- Bartłomiej Luder (1731–1736)
- Ignacy Moszyński (1736–1739)
- Andrzej Siemiński (1739–1742)
- Andrzej Łączyński (1742–1745)
- Władysław Żółtowski (1745–1752)
- Wojciech Bystrzonowski (1752–1754)
- Michał Wielowieyski (1755–1756)
- Dominik Wereszczaka (od 1756)[1]

## Uniwersytet Józefiński (1784–1805)
- 1784–1785 Antoni Wacław Betański
- 1785–1786 Baltazar Borzaga
- 1786–1787 Burchhard Swibert Schiverek
- 1787–1788 Wit Vrecha
- 1789–1789 Józef Wimmer
- 1789–1790 Jan Ambros
- 1790–1791 Alojzy Capuano
- 1791–1792 Wacław Hann
- 1792–1793 Jan Antoni de Potoczki
- 1793–1794 Dominik Seyfried Kofll(inne języki)
- 1794–1795 Wawrzyniec de Pressen
- 1795–1796 Jan Holfeld
- 1796–1797 Antoni Angełłowicz
- 1797–1798 Stanisław Grzębski(inne języki)
- 1798–1799 Burchhard Swibert Schiverek
- 1799–1800 Josef Franz da Paula von Sweerts-Sporck
- 1800–1801 Kajetan Ignacy Kicki
- 1801–1802 Baltazar Borzaga
- 1802–1803 Franciszek Masoch
- 1803–1804 Jan Zemantsek
- 1804–1805 Mikołaj Skorodyński
- 1804–1805 Franciszek Kodesch

## Liceum Lwowskie (1805–1817)
- 1805–1806 Jan Ambros
- 1806–1807 Wawrzyniec de Pressen
- 1807–1808 Jerzy Oechsner
- 1808–1809 Jan Nepomucen Hoffmann
- 1809–1810 Józef Arbter(inne języki)
- 1810–1811 Franciszek de Paula Neuhauser(inne języki)
- 1811–1812 Jan Holfeld
- 1812–1813 Andrzej Zeisl
- 1813–1814 Maksymilian Alojzy Fuger von Rechtborn(inne języki)
- 1814–1815 Franciszek Babel de Fronsberg
- 1815–1816 Franciszek Kodesch
- 1816–1817 Franciszek Kodesch

## Uniwersytet Franciszkański (1817–1918)
- 1817–1818 Andrzej Alojzy Ankwicz
- 1818–1819 Joseph Winiwarter
- 1819–1820 Ferdynand Stecher von Sebenitz
- 1820–1821 Juliusz Hütter von Hüttersthal(inne języki)
- 1821–1822 Modest Hryniewiecki
- 1822–1823 Maksymilian Alojzy Fuger von Rechtborn(inne języki)
- 1823–1824 Piotr Krausnecker
- 1824–1825 Józef Mauss
- 1825–1826 Franciszek Ksawery Zachariasiewicz
- 1826–1827 Ferdynand Pohiberg
- 1827–1828 Franciszek Masoch
- 1828–1829 Mikołaj Napadiewicz-Więckowski
- 1829–1830 Wenedykt Łewycki
- 1830–1831 Karol Krauss(inne języki)
- 1831–1832 Wojciech Żerdziński(inne języki)
- 1832–1833 August Kunzek
- 1833–1834 Onufry Krynicki
- 1834–1835 Jan Dobrzański
- 1835–1836 Franciszek de Paula Neuhauser(inne języki)
- 1836–1837 Jan Stieber
- 1837–1838 Martyn Barwinskyj
- 1838–1839 Antoni Haimberger(inne języki)
- 1839–1840 Franciszek Babel de Fronsberg
- 1840–1841 Jerzy Holzgethan
- 1841–1842 Jakub Gierowski
- 1842–1843 Józef Reiner
- 1843–1844 Karol Ignacy Stransky
- 1844–1845 Adolf Pfeiffer
- 1845–1846 Antoni Manastyrski
- 1846–1847 Franciszek Tuna
- 1847–1848 Benedykt Wagner(inne języki)
- 1848–1849 Karloman Tangl
- 1849–1850 Sebastian Michał Tyczyński
- 1850–1851 Franciszek Kotter
- 1851–1852 Józef Mauss
- 1852–1853 Kajetan Żmigrodzki
- 1853–1854 Edward Herbst(inne języki)
- 1854–1855 Ignacy Lemoch
- 1855–1856 Onufrij Krynyćkyj
- 1856–1857 Jan Pazdiera
- 1857–1858 Antoni Wachholz
- 1858–1859 Onufrij Krynyćkyj
- 1859–1860 Andrzej Fangor
- 1860–1861 Grzegorz Jachimowicz
- 1861–1862 Ludwik Malinowski(inne języki)
- 1862–1863 Fryderyk Rulf
- 1863–1864 Jakiw Hołowacki
- 1864–1865 Łukasz Solecki
- 1865–1866 Euzebiusz Czerkawski
- 1866–1867 Wilhelm Kergel
- 1867–1868 Józef Delkiewicz
- 1868–1869 Fryderyk Rulf
- 1869–1870 Hermann Schmidt
- 1870–1871 Franciszek Kostek
- 1871–1872 Franciszek Kotter
- 1872–1873 Antoni Małecki
- 1873–1874 Wojciech Filarski
- 1874–1875 Maurycy Kabat
- 1875–1876 Euzebiusz Czerkawski
- 1876–1877 Euzebiusz Czerkawski
- 1877–1878 Zygmunt Węclewski
- 1878–1879 Leon Biliński
- 1879–1880 Ksawery Liske
- 1880–1881 Klemens Sarnicki
- 1881–1882 Leonard Piętak
- 1882–1883 Bronisław Radziszewski
- 1883–1884 Edward Rittner
- 1884–1885 Ludwik Kloss
- 1885–1886 Wawrzyniec Żmurko
- 1886–1887 Tadeusz Pilat
- 1887–1888 Euzebiusz Czerkawski
- 1888–1889 Leonard Piętak
- 1889–1890 Klemens Sarnicki
- 1890–1891 Tomasz Stanecki
- 1890–1891 Roman Pilat
- 1891–1892 August Bálasits
- 1892–1893 Marceli Paliwoda
- 1893–1894 Ludwik Ćwikliński
- 1894–1895 Tadeusz Wojciechowski
- 1895–1896 Oswald Balzer
- 1896–1897 Józef Komarnicki
- 1897–1898 Antoni Rehman
- 1898–1899 Henryk Kadyi
- 1899–1900 Władysław Abraham
- 1900–1901 Bronisław Kruczkiewicz
- 1901–1902 Ludwik Rydygier
- 1902–1903 Władysław Ochenkowski
- 1903–1904 Jan Nepomucen Fijałek
- 1904 Antoni Kalina
- 1904–1905 Józef Puzyna
- 1904–1905 Antoni Gluziński
- 1905–1906 Antoni Gluziński
- 1906–1907: Feliks Gryziecki
- 1907–1908 Bronisław Dembiński
- 1908–1909 Antoni Mars
- 1909–1910 Stanisław Głąbiński
- 1910–1911 Błażej Jaszowski
- 1911–1912 Ludwik Finkel
- 1912–1913 Adolf Beck
- 1913–1914 Stanisław Starzyński
- 1914–1917 Kazimierz Twardowski
- 1917–1918 Kazimierz Wais

## Uniwersytet Jana Kazimierza (1919–1939)
- 1918–1919 Antoni Jurasz
- 1919–1920 Alfred Halban
- 1920–1921 Emanuel Machek
- 1921–1922 Jan Kasprowicz
- 1922–1923 Stanisław Narajewski
- 1923–1924 Juliusz Makarewicz
- 1924–1925 Włodzimierz Sieradzki
- 1925–1926 Edward Porębowicz
- 1926–1927 Józef Siemiradzki
- 1927–1928 Adam Gerstmann
- 1928–1929 Leon Piniński
- 1929–1930 Hilary Schramm
- 1930–1931 Stanisław Witkowski
- 1931–1932 Seweryn Krzemieniewski
- 1932–1933 Adam Gerstmann
- 1933 Henryk Halban (wybrany rektorem w poł. 1933, lecz nie objął posady wskutek choroby)
- 1933–1934 Kamil Stefko
- 1934–1935 Jan Czekanowski
- 1935–1936 Jan Czekanowski
- 1936–1937 Stanisław Kulczyński
- 1937–1938 Stanisław Kulczyński
- 1938–1939 Edmund Bulanda
- 1939 Roman Longchamps de Bérier

## Uniwersytet im. Iwana Franki (1939–1941)
- 1939–1940 Mychajło Marczenko(inne języki)
- 1940–1941 Heorhij Byczenko(inne języki)

## Podziemny Uniwersytet Jana Kazimierza (1941–1944)
- 1941–1944 Edmund Bulanda

## Uniwersytet Iwana Franki (1944–1991)
- 1944 Mykoła Pasze-Ozerskyj(inne języki)
- 1944–1948 Iwan Bielakiewycz(inne języki)
- 1948–1952 Hurij Sawin(inne języki)
- 1952–1963 Jewhen Łazarenko(inne języki)
- 1963–1981 Mykoła Maksymowycz(inne języki)
- 1981–1990 Wołodymyr Czuhajow(inne języki)
- 1990–1991 Iwan Wakarczuk

## Uniwersytet Iwana Franki (po 1991)
- 1991–2007 Iwan Wakarczuk
- 2007–2010 Wasyl Wysoczanskyj(inne języki)
- 2010–2014 Iwan Wakarczuk
- od 2014 Wołodymyr P. Melnyk(inne języki)